# CFBDS J005910.90-011401.3
CFBDS J005910.90-011401.3는 고래자리 방향에 있는 Y형 갈색 왜성이다. 이 천체의 표면온도는 625 켈빈에 불과하다.